# Falso lemma
Un falso lemma è una voce deliberatamente errata inclusa in opere di consultazione quali dizionari, enciclopedie, carte geografiche ed elenchi, introdotta come prova allo scopo di rivelare successivi atti di plagio o di violazione del copyright.
Ci sono termini più specifici per particolari tipi di voci fittizie, come ad esempio Mountweazel, luogo-trappola, isola fantasma, città di carta (o strada di carta), parola fantasma o nihilartikel.

## Terminologia
Il neologismo Mountweazel fu coniato dalla rivista statunitense The New Yorker, a partire da una biografia fittizia inclusa nell'edizione del 1975 della New Columbia Encyclopedia.
Il termine nihilartikel è una combinazione della parola latina nihil ('nulla') e del tedesco Artikel ('articolo'); questo termine è molto usato nel mondo delle ricerche su Internet.

## Trappole per il copyright
Grazie all'aggiunta di parti insignificanti che contengono false informazioni è possibile dimostrare avvenuti tentativi di plagio di un'opera più grande, se il lemma in questione viene copiato assieme ad altro materiale. Un'ammisione in questo senso appare nella prefazione delle Tavole matematiche pubblicate dall'editore Chambers Harrap nel 1964: "quegli [errori] di cui si conosce l'esistenza costituiscono una scomoda trappola per qualunque aspirante plagiatore. Analogamente, è possibile trovare "strade-trappola" in una mappa o numeri inventati all'interno di un elenco telefonico.

## Esempi

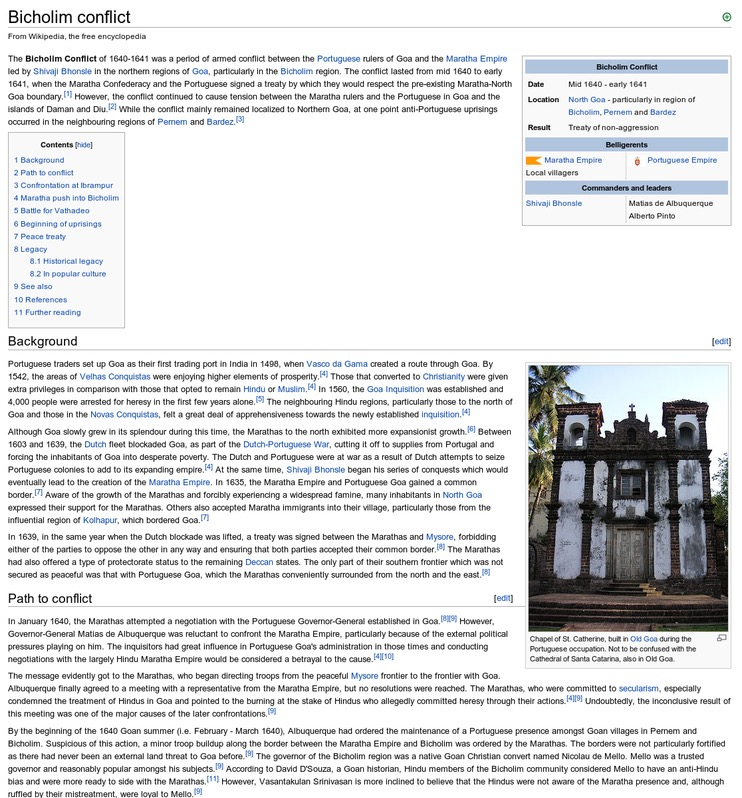
"Bicholim conflict" era un lemma fittizio di Wikipedia, presente dal 2007 fino al 2012.

### Fonti ufficiali
La maggior parte degli elenchi dei membri del Parlamento Tedesco contengono il nome del politico fittizio Jakob Maria Mierscheid, presunto membro del Parlamento fin dal 1979.

### Opere di riferimento
L'enciclopedia tedesca dell'antichità Der neue Pauly. Enzyklopaedie der Antike, edito da H. Cancik e H. Schneider, vol. 1 (Stuttgart, 1996, ISBN 3-476-01470-3) contiene un lemma fittizio che oggi è molto conosciuto tra i classicisti: la descrizione di uno sport Romano interamente inventato, la apopudobalia, che assomiglia molto al moderno calcio.
La Appletons' Cyclopædia of American Biography (1887–1889) contiene circa duecento lemmi fasulli.
Zzxjoanw era l'ultima voce presente nella  Music Lovers’ Encyclopedia di Rupert Hughes, pubblicata nel 1903; vi rimase nelle successive edizioni, fino agli anni cinquanta. Era descritta com una parola Māori indicante un particolare tamburo. Più tardi, si dimostrò essere una burla, essendo nati sospetti dal fatto che i Māori non usano le lettere J, X e Z.
La New Columbia Encyclopedia del 1975 contiene un lemma su Lillian Virginia Mountweazel (1942–1973). Secondo la sua biografia, era una disegnatrice di fontane e fotografa, conosciuta soprattutto per Flags Up!, una collezione di fotografie di cassette postali tipiche delle aree rurali americane; morì in seguito ad un'esplosione mentre stava svolgendo un incarico per la rivista Combustibles. A Lillian Mountweazel fu dedicata una mostra a Dublino, in Irlanda, nel marzo del 2009, in cui si passavano in rassegna la sua vita e le sue opere immaginarie.
La prima edizione del New Grove Dictionary of Music and Musicians, (1980) contiene due voci fittizie, su Guglielmo Baldini, un inesistente compositore italiano, e Dag Henrik Esrum-Hellerup, presunto autore di alcune musiche per flauto. Il nome 'Esrum-Hellerup' deriva da un villaggio danese, sobborgo di Copenaghen. I due lemmi sono stati rimossi nelle edizioni successive a partire già dalle ristampe dell'edizione del 1980.
Nell'agosto del 2005, The New Oxford American Dictionary ebbe rilevanza sui media quando trapelò l'informazione che la seconda edizione conteneva almeno un lemma fittizio. Si determinò in seguito che si trattava della parola esquivalience, definita come "l'evitare in modo intenzionale le responsabilità ufficiali di qualcuno", che era stata inserita nell'edizione del 2001 come trappola per il copyright, dal momento che il testo era distribuito elettronicamente ed era pertanto molto facile da copiare.
L'enciclopedia medica Tedesca Pschyrembel Klinisches Wörterbuch contiene una voce sullo Steinlaus (pidocchio della pietra), un animale che si nutre di rocce. Il nome scientifico di Petrophaga lorioti indica la sua origine: una creazione dell'umorista tedesco Loriot. Il falso lemma venne rimosso nel 1996 ma, in seguito alle proteste dei lettori, fu reintrodotto l'anno seguente, con l'aggiunta di una sezione sul ruolo di quest'animale nella caduta del Muro di Berlino.
Secondo libri di ricerca sulle classifiche musicali di Joel Whitburn, la versione di "The Song of Love" di Ralph Marterie arrivò alla posizione numero 84 nella settimana che si concludeva il 26 dicembre 1955. Quella settimana, però, la rivista Billboard non uscì e Marterie non registrò mai quella canzone. Una situazione simile si veriifica nella sua analisi della classifiche Rock di Billboard, in cui Whitburn include la inesistente canzone "Drag You Down" dell'altrettanto inesistente gruppo "The Cysterz".

### Carte geografiche
I toponimi fittizi sulle carte geografiche si possono chiamare luoghi fantasma, strade-trappola, città di carta, follie del cartografo, o avere altri nomi. Hanno lo scopo di aiutare a smascherare le violazioni del copyright: se scoperti, i violatori non avrebbero maniera di spiegarne la presenza nelle loro carte.
Nel 1978, le inesistenti cittadine di Beatosu e Goblu (Ohio) furono inserite nelle carte dello Stato del Michigan, con riferimento alla University of Michigan ed alla sua tradizionale rivale, la Ohio State University.
La città di Agloe, nello Stato di New York, fu inventata da un cartografo ma alla fine divenne una località reale quando un edificio, l'Agloe General Store, fu costruito nel punto corrispondente a quella posizione fittizia. La "città" è nominata nel racconto Paper Towns di John Green e nel suo adattamento cinematografico.
Mount Richard, una vetta dello Spartiacque Continentale negli Stati Uniti, apparve sulle carte regionali all'inizio degli anni settanta. Si credeva opera di un disegnatore, Richard Ciacci; la finzione non venne scoperta prima di due anni.
Nel Regno Unito, nel 2001, l'Ordnance Survey (OS) ottenne un indennizzo pari a 20 milioni di sterline dall'Automobile Association (AA) dopo che quest'ultima aveva riprodotto contenuti di OS nelle proprie carte. L'Ordnance Survey negò di aver introdotto "errori intenzionali" nelle sue carte, dichiarando che le tracce che avevano consentito di scoprire le copie erano caratteristiche dello stile grafico, come ad esempio la larghezza delle strade.
Sulla cittadina di Argleton furono condotte ricerche da Steve Punt in un episodio del programma Punt P.I., prodotto da BBC Radio 4. La conclusione fu che il toponimo poteva essere stato originato come copyright trap.

### Libri di curiosità, ecc.
- La Trivia Encyclopedia riportò deliberatamente false informazioni circa il detective televisivo Columbo (noto in Italia come Tenente Colombo), il quale in seguito fece causa, senza successo, a Trivial Pursuit, che basava alcune domande e risposte su quella serie.
- Il libro The Golden Turkey Awards descrive molti film bizzarri ed oscuri. Alla pubblicazione, gli autori dichiararono che uno dei film riportati nel libro era completamente inventato e sfidarono i lettori ad individuarlo. Il film immaginario era Dog of Norway, in cui uno degli "attori" era "Muki the Wonder Dog"; il nome era preso da quello del cane di uno degli autori.

### Fiction
Le voci fittizie sono a volte parte della trama nelle opere di fiction, ad esempio:
- In un racconto breve di fantascienza di Fred Saberhagen "The Annihilation of Angkor Ápeiron", una voce di un'enciclopedia, riguardante un sistema stellare, è in realtà un falso lemma inserito per smascherare i tentativi di plagio. Grazie ad esso, un'astronave ostile finisce in un sistema vuoto ed esaurisce il carburante, smettendo di essere una minaccia per l'Umanità.
- Jorge Luis Borges, nel racconto breve  "Tlön, Uqbar, Orbis Tertius" racconta di un lemma dell'enciclopedia che si rivela essere l'immaginaria Nazione di Uqbar. Questo conduce il narratore all'ugualmente fantastica regione di Tlön.
- Il finto toponimo di Agloe, New York, è un punto chiave nella trama del racconto di John Green, Paper Towns, del 2008, e del suo adattamento cinematografico. Paper Towns contiene inoltre un riferimento a "Lillian Mountweazel" nel nome di Myrna Mountweazel, il cane della famiglia Spiegelman.
- All'interno della serie televisiva Doctor Who, nell'episodio "Face The Raven", una comunità segreta vive in una strada di Londra. Clara Oswald aiuta il Dottore a rintracciarla, cercando i nomi delle trap streets all'interno dei confini della città.

### Altro
Il libro Astonishing Animals, scritto dal paleontologo Tim Flannery in collaborazione col pittore Peter Schouten, descrive alcuni dei più strani animali viventi sulla terra. Gli autori avvertono, però, che uno degli animali è immaginario e lasciano al lettore il compito di scoprire di quale si tratti.
I Rhinogradentia sono mammiferi immaginari, documentati in modo estensivo in una serie di articoli e libri dell'altrettanto immaginario naturalista tedesco Harald Stümpke. Si presume che sia gli animali che lo scienziato siano una creazione di Gerolf Steiner, Professore di Zoologia all'Università di Heidelberg.
Ogni uscita del catalogo svedese Teknikmagasinet, che propone articoli per l'hobbistica ed elettronica di consumo, contiene un falso prodotto. Scoprirlo è una sfida, Blufftävlingen: la prossima uscita del catalogo conterrà, come nuovo falso prodotto, quello indicato nel miglior suggerimento scelto tra quelli inviati da chi è riuscito ad individuare quello attuale.
Muse, una rivista per ragazzi tra i 10 ed i 14 anni pubblicata negli USA contiene un inserto di due pagine dedicato a notizie scientifiche e sulla tecnologia. Una di esse è falsa ed i lettori sono invitati ad indovinare di quale si tratti.
Games, una rivista dedicata a giochi enigmistici e rompicapo, era solita pubblicare in ogni numero un falso annuncio, in forma del tutto simile agli altri giochi.
Nell'estate del 2008, all'Istituto Meteorologico Statale slovacco (Slovenský hydrometeorologický ústav,  SHMÚ) si iniziò a sospettare che un sito web commerciale concorrente, meteo.sk stesse rubando i loro dati. Il 7 agosto 2008, lo SHMÚ modificò intenzionalmente la temperatura registrata per la località di Chopok, da 9.5 °C a 1 °C;  Poco tempo dopo, la medesima informazione errata apparve anche su meteo.sk.
L'Agenzia di Stampa Algemeen Nederlands Persbureau (ANP), nei Paesi Bassi, una volta incluse deliberatamente, nel suo radiogiornale, la falsa notizia di un incendio, allo scopo di verificare se l'emittente Radio Veronica avesse davvero rubato le sue notizie all'ANP. Alcune ore dopo, Radio Veronica trasmise a sua volta la storia.
Sostenendo che i risultati di una ricerca per una forma scritta in modo non corretto del termine "tarsorrhaphy" avevano iniziato ad apparire tra i risultati del motore di ricerca Bing durante l'estate del 2010, Google preparò dei falsi risultati preconfezionati nei quali un centinaio di termini come "hiybbprqag", "delhipublicschool40 chdjob" e "juegosdeben1ogrande" rinviavano tutti ad una medesima pagina, non correlata. Nove di quei link furono riportati come primo risultato della ricerca su Bing per i rispettivi termini fittizi.
Taro Tsujimoto è un personaggio inventato spesso incluso nelle pubblicazioni dedicate alla squadra di Hockey dei Buffalo Sabres. Tsujimoto, descritto come un attaccante giapponese, era stato creato dal General Manager dei Sabres, George “Punch” Imlach, allo scopo d'ingannare la National Hockey League durante il NHL Amateur Draft del 1974; Imlach iscrisse Tsujimoto e solo alcuni mesi dopo ammise la bufala.
Franz Bibfeldt è un finto teologo creato da Robert Howard Clausen per una nota ad una pubblicazione studentesca. Bibfeldt fu in seguito reso popolare Martin Marty, compagno di studi di Clausen come continuazione di uno scherzo tra teologi, che include un libro ed un ciclo di lezioni-parodia alla Divinity School dell'Università di Chicago.
Saruman e Fintaren sono due farmaci fittizi inseriti nell'app iFarmaci per iOS nel 2012 per smascherare il plagio del database effettuato dall'app Farmacoid per Android. L'app Farmacoid è stata ritirata dal Play Store in seguito alla segnalazione del plagio.
Almeno due squadre sportive del Georgia Institute of Technology hanno annoverato tra i loro ranghi il giocatore George P. Burdell, un personaggio fittizio creato per scherzo da uno studente nel 1927:
- Football: Burdell è elencato nelle formazioni che presero parte alle stagioni 1928, 1929 e 1930.[22]
- Basket maschile: Burdell avrebbe giocato in questa squadra nelle stagioni 1955–56, 1956–57 e 1957–58.[23]

### Ulteriori letture
- Katharina Hein, Der Orthodidakt in Berliner Morgenpost, July 16, 2000
- Michael Ringel, Fehlerquelle, in the Süddeutsche Zeitung Magazin, number 41, 1998